# Конецьк
Конецьк (пол. Koneck) — село в Польщі, у гміні Конецьк Александровського повіту Куявсько-Поморського воєводства.
Населення — 641 особа (2011).
У 1975-1998 роках село належало до Влоцлавського воєводства.

## Демографія
Демографічна структура станом на 31 березня 2011 року:
|          | Загалом | Допрацездатний вік | Працездатний вік | Постпрацездатний вік |
| -------- | ------- | ------------------ | ---------------- | -------------------- |
| Чоловіки | 327     | 84                 | 208              | 35                   |
| Жінки    | 314     | 60                 | 182              | 72                   |
| Разом    | 641     | 144                | 390              | 107                  |